# Steven Weber
Steven Robert Weber (sinh ngày 4 tháng 3 năm 1961) là một diễn viên người Hoa Kỳ. Ông được biết đến nhiều nhất với vai diễn Brian Hackett trong bộ phim truyền hình Wings, bộ phim được trình chiếu từ tháng 4 năm 1990 đến tháng 5 năm 1997 trên đài NBC.

## Cuộc sống ban đầu
Weber sinh tại Briarwood, Queens, New York. Mẹ ông, Fran, là một ca sĩ ở một câu lạc bộ đêm, và cha ông, Stuart Weber, là một người biểu diễn và quản lý của diễn viên hài Borscht Belt cũng ở một câu lạc bộ đêm. His family was Jewish. Weber graduated from Manhattan's High School of Performing Arts (1979) and the State University of New York at Purchase.

## Sự nghiệp
Weber xuất hiện lần đầu trong chương trình trên TV về thương mại trong khi vẫn còn học năm ba. Sau khi rời khỏi trường cao đẳng, ông trở thành một thành viên của Mirror Repertory Company và xuất hiện đối diện với nữ diễn viên huyền thoạiGeraldine Page trong nhiều tác phẩm trước khi được trao cho vai diễn bạn trai càu nhàu, xấu xố của Julianne Moore trong bộ phim truyền hình của đài CBS As The World Turns chiếu từ năm 1985 đến năm 1986. Weber cũng xuất hiện trong nhiều bộ phim điện ảnh và phim truyền hình ngắn tập, như là The Flamingo Kid, Hamburger Hill, và bộ phim được nhiều ca ngợiThe Kennedys of Massachusetts (vai thời trẻ của John F. Kennedy).
Vai diễn được biết đến nhiều nhất của Weber là Brian Hackett, một phi công lái máy bay trong sitcom Wings. Ông cũng đóng trong bộ phim truyền hình ngắn tập The Shinning của Stephen King với vai chính là tên sát nhân nghiện rượu Jack Torrance. Nhiều năm sau đó, Weber bắt đầu diễn lần đầu tiên trên sân khấu với vở kịchCursed, tham gia vào dàn diễn viên của ABC Once and Again với vai người nghệ sĩ biến chất Sam Blue, và đóng bộ phim được hoan nghênh The D.A. một lần nữa cho đài ABC. Weber còn đóng vai chính cho bộ phim lớn Single White Female vào thập nhiên 90.
Kể từ năm 2012, ông tham gia lồng tiếng cho các nhân vật(Norman Osborn, Green Goblin, Trapster, và Venom) trong phim hoạt hình Ultimate Spider-Man.

## Cuộc sống cá nhân
Weber kết hôn với nữ diễn viên Finn Carter từ năm 1985 đến 1992. Vào năm 1995, ông đính hôn với Juliette Hohnen, then the Los Angeles bureau chief for MTV News, và họ kết hôn vào 29 tháng 7 năm đó tại Highclere Castle ở Berkshire, Anh, không xa nhà của bà ở đây. Họ nhanh chóng ly dị vào 6 tháng 2 năm 2013, sau 17 năm chung sống. Cặp đôi có hai người con trai: John "Jack" Alexander Hohnen-Weber, sinh ngày 15 tháng Giêng, 2001, tại Santa Monica, California, và Alfred "Alfie" James, sinh ngày 25 tháng 2 năm 2003.

## Phim đã tham gia

### Phim điện ảnh
| Năm  | Tên                                        | Vai diễn              | Ghi chú                     |
| ---- | ------------------------------------------ | --------------------- | --------------------------- |
| 1984 | The Flamingo Kid                           | Paul Hirsch           |                             |
| 1985 | Flanagan                                   | Sean                  |                             |
| 1985 | Walls of Glass                             | —                     |                             |
| 1987 | Hamburger Hill                             | Sfc. Dennis Worcester |                             |
| 1989 | Kojak: Fatal Flaw                          | Conrad St. John       | Phim chiếu trên truyền hình |
| 1989 | When We Were Young                         | Ben Kirkland          | Phim chiếu trên truyền hình |
| 1990 | Angels                                     | —                     |                             |
| 1990 | In the Line of Duty: A Cop for the Killing | Matt Fisher           | Phim chiếu trên truyền hình |
| 1991 | Deception: A Mother's Secret               | Terry                 | Phim chiếu trên truyền hình |
| 1992 | Single White Female                        | Sam Rawson            |                             |
| 1993 | In the Company of Darkness                 | Kyle Timler           | Phim chiếu trên truyền hình |
| 1993 | The Temp                                   | Brad Montroe          |                             |
| 1994 | Betrayed by Love                           | Agent Jeff Avery      | Phim chiếu trên truyền hình |
| 1994 | Benders                                    | The Man               |                             |
| 1995 | Just Looking                               | Craig                 |                             |
| 1995 | Take Out the Beast                         | Drummond              | Phim ngắn                   |
| 1995 | Jeffrey                                    | Jeffrey               |                             |
| 1995 | Leaving Las Vegas                          | Marc Nussbaum         |                             |
| 1995 | Dracula: Dead and Loving It                | Harker                |                             |
| 1998 | I Woke Up Early the Day I Died             | Policeman in Alley    |                             |
| 1998 | Sour Grapes                                | Evan Maxwell          |                             |
| 1998 | Thanks of a Grateful Nation                | Jared Gallimore       | Phim chiếu trên truyền hình |
| 1998 | Break Up                                   | Officer Andrew Ramsey |                             |
| 1998 | An All Dogs Christmas Carol                | Charlie B. Barkin     |                             |
| 1999 | At First Sight                             | Duncan Allanbrook     |                             |
| 1999 | Love Letters                               | Andrew Ladd           | Phim chiếu trên truyền hình |
| 1999 | Late Last Night                            | Jeff                  | Phim chiếu trên truyền hình |
| 2000 | Timecode                                   | Darren Fetzer         |                             |
| 2000 | Sleep Easy, Hutch Rimes                    | Hutch Rimes           |                             |
| 2000 | Common Ground                              | Gil Roberts           | Phim chiếu trên truyền hình |
| 2000 | Joseph: King of Dreams                     | Simeon                |                             |
| 2001 | Club Land                                  | Stuey Walters         | Phim chiếu trên truyền hình |
| 2004 | The Twelve Days of Christmas Eve           | Calvin Carter         | Phim chiếu trên truyền hình |
| 2005 | Reefer Madness: The Movie Musical          | Jack Stone            | Phim chiếu trên truyền hình |
| 2005 | Sexual Life                                | David Wharton         |                             |
| 2005 | Inside Out                                 | Norman                |                             |
| 2005 | The Amateurs                               | Howard                |                             |
| 2006 | Stephen King's Desperation                 | Steve Ames            | Phim chiếu trên truyền hình |
| 2007 | Choose Connor                              | Lawrence Connor       |                             |
| 2007 | More of Me                                 | Rex                   | Phim chiếu trên truyền hình |
| 2008 | Farm House                                 | Samael                |                             |
| 2009 | My One and Only                            | Wallace MacAllister   |                             |
| 2010 | Son of Mourning                            | Lt. Governor Fitch    |                             |
| 2011 | A Fairly Odd Movie: Grow Up, Timmy Turner! | Hugh J. Magnate       | Phim chiếu trên truyền hình |
| 2011 | A Little Bit of Heaven                     | Rob Randolph          |                             |
| 2013 | Crawlspace                                 | Aldon Webber          |                             |

### Phim truyền hình
| Năm       | Tên                               | Vai diễn                    | Ghi chú                                                              |
| --------- | --------------------------------- | --------------------------- | -------------------------------------------------------------------- |
| 1984      | American Playhouse                | Tom Driscoll                | Tập: "Pudd'nhead Wilson"                                             |
| 1985      | As the World Turns                | Kevin Gibson                | Tập: "The Ceremony"                                                  |
| 1986      | Knight Power                      | The Mountain Lemur Captain  | Voice, Episode: "Haunted BattleTram"                                 |
| 1987      | Crime Story                       | Gary Holiday                | Tập: "Little Girl Lost"                                              |
| 1990–1997 | Wings                             | Brian Michael Hackett       | 172 tập                                                              |
| 1990      | The Kennedys of Massachusetts     | President John F. Kennedy   | 3 tập                                                                |
| 1991      | Tales from the Crypt              | Dale Sweeney                | Tập: "Mournin' Mess"                                                 |
| 1993      | Star Trek: Deep Space Nine        | Colonel Day                 | Tập: "The Siege"                                                     |
| 1995–1997 | Duckman: Private Dick/Family Man  | Brian Hackett               | 2 tập                                                                |
| 1996–1998 | All Dogs Go to Heaven: The Series | Charlie B. Barkin           | 19 tập                                                               |
| 1997      | The Outer Limits                  | 8x10 Man                    | Tập: "The Revelation of 'Becka Paulson"                              |
| 1997      | Extreme Ghostbusters              | Francois Russo              | Tập: "Dry Spells"                                                    |
| 1997      | The Shining                       | John Torrance               | 3 tập Giải Sao Thổ cho nam diễn viên chính truyền hình xuất sắc nhất |
| 1998      | The Simpsons                      | Neil                        | Tập: "King of Hill"                                                  |
| 1998–1999 | Hercules                          | Odysseus                    | 2 tập                                                                |
| 1998      | The New Batman Adventures         | J. Carroll Corcoran         | Tập: "Judgement Day"                                                 |
| 1999      | Stark Raving Mad                  | Rod                         | Tập: "The Stalker"                                                   |
| 2000–2001 | Cursed                            | Jack Nagle                  | 17 tập                                                               |
| 2000–2002 | Once and Again                    | Sam Blue                    | 10 tập                                                               |
| 2000–2002 | Baby Blues                        | Dr. Gruber                  | 2 tập                                                                |
| 2001      | The Legend of Tarzan              | Ed                          | Tập: "Tarzan and the Mysterious Visitor"                             |
| 2003      | The Lyon's Den                    | Allen Forrester             | Tập: "Trick or Treat"                                                |
| 2003      | I'm with Her                      | Kyle Britton                | Tập: "The Last Action Queero"                                        |
| 2003      | Fillmore!                         | —                           | 2 tập                                                                |
| 2004      | The D.A.                          | Dist. Atty. David Franks    | 2 tập                                                                |
| 2004      | Higglytown Heroes                 | Gardener Hero               | Tập: "Twinkle Tooth"                                                 |
| 2005      | American Dad!                     | —                           | Tập: "Francine's Flashback"                                          |
| 2005      | Masters of Horror                 | Frank Spivey                | Tập: "Jenifer"                                                       |
| 2005–2006 | Will & Grace                      | Sam Truman                  | 2 tập                                                                |
| 2006      | Nightmares and Dreamscapes        | Clark Rivingham             | Tập: "You Know They Got a Hell of a Band"                            |
| 2006–2007 | Studio 60 on the Sunset Strip     | Jack Rudolph                | 18 tập                                                               |
| 2007      | Monk                              | Max Hudson                  | Tập: "Mr. Monk Is on the Air"                                        |
| 2007      | Side Order of Life                | James Kendall               | Tập: "Funeral for a Phone"                                           |
| 2007      | Law & Order: Special Victims Unit | Matthew Braden              | 3 tập                                                                |
| 2007–2008 | Brothers & Sisters                | Graham Finch                | 8 tập                                                                |
| 2008      | Psych                             | Uncle Jack                  | Tập: "The Greatest Adventure in the History of Basic Cable"          |
| 2008      | Without a Trace                   | Clark Medina                | 4 tập                                                                |
| 2008      | Desperate Housewives              | Lloyd                       | Tập: "City on Fire"                                                  |
| 2009      | Party Down                        | Ricky Sargulesh             | Tập: "Celebrate Ricky Sargulesh"                                     |
| 2010      | Happy Town                        | John Haplin                 | 8 tập                                                                |
| 2010      | In Plain Sight                    | Mike Faber                  | 3 tập                                                                |
| 2011      | Falling Skies                     | Dr. Michael Harris          | 3 tập                                                                |
| 2012–2014 | Ultimate Spider-Man               | Norman Osborn               | 22 tập                                                               |
| 2012      | Hot in Cleveland                  | Kyle                        | 2 tập                                                                |
| 2012      | Wilfred                           | Jeremy                      | 3 tập                                                                |
| 2012–2013 | 2 Broke Girls                     | Martin Channing             | 2 tập                                                                |
| 2012      | Malibu Country                    | Pete                        | Tập: "Bro Code"                                                      |
| 2013      | Eve of Destruction                | Dr. Karl Cameron            | 2 tập                                                                |
| 2013–2014 | Dallas                            | Governor Sam McConaughey    | 5 tập                                                                |
| 2013      | Childrens Hospital                | John Tandy                  | Tập: "Old Fashioned Day"                                             |
| 2014      | Regular Show                      | Jumpin' Jim                 | Tập: "Rigby in the Sky with Burrito"                                 |
| 2014–2015 | Chasing Life                      | Dr. George Carver           | 13 tập                                                               |
| 2014–nay  | Murder in the First               | Bill Wilkerson              | 10 tập                                                               |
| 2014      | How to Get Away with Murder       | Max St. Vincent             | Tập: "It's All Her Fault"                                            |
| 2014      | NCIS: New Orleans                 | Councilman Douglas Hamilton | 3 tập                                                                |
| 2015      | Helix                             | Brother Michael             | 4 tập                                                                |
| 2015      | Sleepy Hollow                     | President Thomas Jefferson  | Tập: "What Lies Beneath"                                             |

### Sân khấu
| Năm       | Tên                    | Vai diễn  | Ghi chú |
| --------- | ---------------------- | --------- | ------- |
| 1984–1985 | The Real Thing         | Billy     |         |
| 1984      | Come Back Little Sheba | Bruce     |         |
| 1985      | Homefront              | Jeremy    |         |
| 1986      | Loot                   | Various   |         |
| 2001–2007 | The Producers          | Leo Bloom |         |
| 2009      | The Philanthropist     | Donald    |         |